# بني دركول (بني دركول)
بني دركول هي إحدى مشيخات المملكة المغربية، تتبع جغرافيا لإقليم شفشاون وإداريًا لبني دركول. يقدر عدد سكانها بـ 9633 نسمة حسب الإحصاء الرسمي للسكان والسكنى لسنة 2004.